# Романьози, Джованни Доменико
Джованни Доменико Романьози (итал. Gian Domenico Romagnosi; 11 декабря 1761, Сальсомаджоре-Терме, Италия — 8 июня 1835, Милан, Италия) — итальянский философ и юрист; был профессором гражданского права в Падуе, потом в Корфу.
Главные его труды: юридические — «Genesi del diritto penale» (Павия, 1791; 4 изд., Флоренция, 1832), «Sulla crescente popolazione» (Флоренция, 1830), философские — «Che cosa è la mente sana?» (Милан, 1827), «La suprema economia dell’umano sapere in relazione alla mente sana» (Милан, 1828). Его «Opere» изданы во Флоренции (1832—35) и Милане (1836—46).
Как юрист, Романьози особенно известен своей теорией наказания. В своей «Scienza delle constituzioni» Романьози выдвинул начало национальности, как высший принцип международных отношений, и независимость каждой нации, как новое начало политического равновесия, явившись таким образом, наряду с Росси, основателем итальянской школы международного права.
Как философ, Романьози примыкает к сенсуализму Кондильяка; он боролся не только с теорией прирождённых идей, но и с мнением о существовании прирождённых абстрактных способностей души.
В родном городке (Сальзо Маджоре, близ Пьяченцы) ему воздвигнут памятник.
В 1802 г. Джованни Д. Романьози первым наблюдал действие проводника с током на магнитную стрелку.
- Opere, I, 1841